# Eusterinx simplicornis
Eusterinx simplicornis là một loài tò vò trong họ Ichneumonidae.